# Australisk fotboll i Sverige

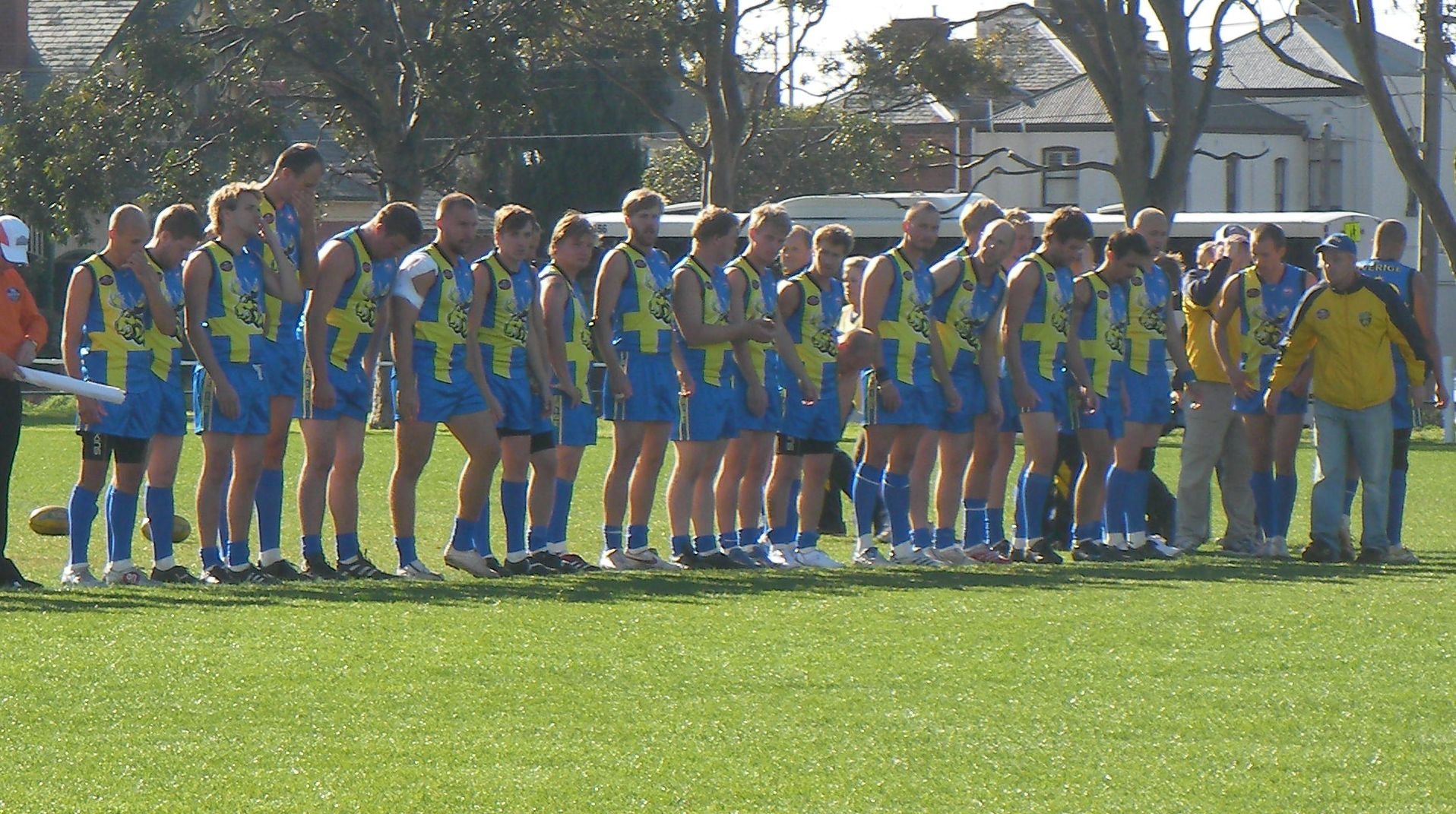
Det svenska nationella australiska fotbollslaget ställer upp för nationalsången i den internationella cupen.

Australisk fotboll i Sverige räknar sin historia från 1993, då den första svenska klubben, Helsingborg Saints, grundades.
År 2010 spelades det första europamästerskapet australisk fotboll i Malmö och Köpenhamn. Sveriges herrlandslag Swedish Elks fick då brons efter att ha slagit Storbritannien i bronsmatchen.
Det första svenska damlaget, Helsingborg Saints Ladies, bildades 2013 i Helsingborg. Damernas landslag kallar sig Swedish Ravens (Svenska korparna), och grundades strax efter.

## Klubbar i Sverige
- Göteborg Berserkers
- Port Malmö Maulers
- Karlstad Eagles
- Norrtälje Dockers
- Helsingborg Saints
- Bromma Vikings
- Solna Axemen
- Södermalm AFC
- Årsta Swans
- Uppsala FC
- Falun Diggers
- Karlskrona Magpies

## Distriktslag
- Skåne Giants
- Stockholm Dynamite

## Landslag
- Swedish Elks (herrar)
- Swedish Ravens (damer)